# Musée Edgar-Allan-Poe (Richmond)
Pour les articles homonymes, voir Poe et Edgar Allan Poe (homonymie).
Le musée Edgar-Allan-Poe (en anglais, Edgar Allan Poe Museum) est un musée situé à Richmond (Virginie, États-Unis), consacré à l'écrivain américain Edgar Allan Poe. Bien que Poe n'ait jamais vécu dans cette maison, il commémore l'époque où il a vécu à Richmond. Il possède l'une des principales collections de manuscrits originaux, de lettres, de premières éditions, de souvenirs et d'affaires personnelles. Le musée offre également une vue de Richmond au début du XIXe siècle, à l'époque où Poe y a vécu et écrit. Il présente la vie et la carrière d'Edgar Allan Poe à travers des images, des reliques et des vers, et met l'accent sur la période de Richmond.

## Histoire
Le musée est une maison en vieilles pierres bâtie vers 1740,, présentée comme le plus ancien édifice de Richmond. Elle a été construite par Jacob Ege, qui a immigré d'Allemagne vers Philadelphie en 1738 et s'est installé dans les établissements de la James River et les concessions de terre du colonel William Byrd (maintenant connu comme Richmond) en compagnie de la famille de sa fiancée, Maria Dorothea Scheerer, qu'il a épousée plus tard ; la maison est une « maison pour la fiancée »,. Un des neveux de Jacob, George Ege, est membre de la Chambre des représentants des États-Unis pour le comté de Berks. La dendrochronologie suggère que des constructions additionnelles ont été réalisées en 1754. Jacob Ege meurt en 1762. Son fils, Samuel Ege, inspecteur des farines de Richmond, est propriétaire de la maison en 1782 quand apparaît un registre des impôts,,. En 1824, quand le marquis de Lafayette passe à Richmond lors de son voyage à travers les États-Unis, une compagnie de jeunes volontaires de Richmond, les Junior Morgan Riflemen, marchent en procession le long de la voiture de La Fayette. L'un de fusiliers, le jeune Edgar Allan Poe, alors âgé de 15 ans, sert da garde d'honneur à l'extérieur de la maison Ege, tandis que La Fayette visite ses habitants,,. La maison demeure en possession de la famille Ege jusqu'en 1911.
Lors du centième anniversaire de la naissance de Poe en 1909, un groupe de résidents de Richmond fait campagne pour que la ville accorde une plus grande reconnaissance à l'écrivain. Les citoyens demandent au conseil de la ville d'ériger une statue de Poe sur Monument Avenue, mais cette proposition est rejetée, l'auteur étant alors jugé comme une personne peu recommandable. Le même groupe met ensuite en œuvre le musée Poe. En 1911, l'Association pour la préservation des antiquités de Virginie sauve la maison et l'ouvre eu public en 1922 comme la « Old Stone House ».
Si Poe n'a jamais vécu dans cette maison, le musée est situé non loin de l'emplacement des maisons où il habitait durant son séjour à Richmond, ainsi que du Southern Literary Messenger, où il travaillait, et de la tombe de sa mère, Elizabeth Poe, qui a été inhumé à Richmond's Church Hill, dans le cimetière de l'église épiscopale St. John. Sa transformation, à l'origine, en « sanctuaire Edgar Allan Poe », a été annoncée le 7 octobre 1921 :

« Ce jour [...], après une première dépense d'environ 20 000 dollars, achève le sanctuaire Edgar Allan Poe et marque le soixante-douzième anniversaire de la mort du poète. S'il est conscient des affaires de ce monde, il doit être heureux de constater qu'un monument commémoratif approprié et durable a enfin été élevé à sa mémoire. »

## Expositions
Les quatre bâtiments du musée Poe offrent des expositions sur différents aspects de la vie et de l'héritage de l'auteur.
Dans le salon de l'« Old Stone House » sont exposés les meubles des maisons à l'intérieur desquelles ont vécu Edgar Poe et sa sœur Rosalie Mackenzie Poe. L'une des pièces les plus intéressantes est un piano qui appartenait à la sœur de Poe.
Le bâtiment modèle comprend une maquette de 18 pieds de long de Richmond à l'époque où Poe y vivait. Sont également exposés le lit et l'ameublement de la chambre d'enfance de Poe.
Le bâtiment mémorial Elizabeth Arnold Poe compte un grand nombre de premières éditions et d'éditions anciennes des œuvres de Poe, notamment un exemplaire du Corbeau de 1845 et l'un des douze exemplaires connus du premier recueil de Poe, Tamerlan et autres poèmes. Parmi les points forts de la collection exposés dans ce bâtiment, on trouve un gilet de Poe, une malle, une canne et une mèche de ses cheveux. Des manuscrits, des daguerréotypes rares et des portraits y sont aussi exposés.
Le bâtiment des expositions est consacré aux expositions temporaires évoquant la place de Poe dans la culture populaire. Une exposition a été consacrée aux nombreuses théories sur la mort de Poe, une autre aux illustrations de l'artiste James William Carling. Parmi les plus récentes expositions, on trouve : « Poe in Comics », « Poe Face to Face: Early Portraits and Daguerreotypes of Edgar Allan Poe » et « Ratiocination: Poe the Detective ».
Un espace de la cour, derrière le musée, comprend un jardin inspiré par le poème de Poe À quelqu'un au Paradis. Cet espace est disponible pour les mariages.

## Source
- (en) Cet article est partiellement ou en totalité issu de l’article de Wikipédia en anglais intitulé « Edgar Allan Poe Museum (Richmond, Virginia) » (voir la liste des auteurs).